# Callospermophilus
Genre
Synonymes
- Spermophilus (Callospermophilus) Merriam, 1897 (préféré par BioLib)[2]

Callospermophilus est un genre de rongeurs de la famille des Sciuridés et de la sous-famille des Xerinae.

## Liste des espèces et sous-espèces
Selon ITIS (3 novembre 2018) :
- Callospermophilus lateralis (Say, 1823)
- Callospermophilus madrensis (Merriam, 1901)
- Callospermophilus saturatus (Rhoads, 1895)